# Silvina D'Elía
María Silvina D'Elía (Mendoza, 25 aprile 1986) è una hockeista su prato argentina, di ruolo difensore, vincitrice di un argento olimpico a Londra 2012 e un oro mondiale a Rosario 2010.

## Palmarès
- Giochi olimpici

Londra 2012: argento.
- Campionato mondiale

Rosario 2010: oro.
L'Aia 2014: bronzo.
- Champions Trophy

Quilmes 2007: argento.
Mönchengladbach 2008: oro.
Sydney 2009: oro.
Nottingham 2010: oro.
Amstelveen 2011: argento.
Rosario 2012: oro.
Mendoza 2014: oro.
- Giochi panamericani

Guadalajara 2011: argento.
Lima 2019: oro.
- Coppa panamericana

Hamilton 2009: oro.
Mendoza 2013: oro.